# 利金卡島 (法蘭士約瑟夫地群島)
利金卡島是俄羅斯的島嶼，屬於法蘭士約瑟夫地群島的一部分，由阿爾漢格爾斯克州負責管轄，位於亞歷山大地島東南90公里，長0.18公里、寬0.05公里。